# تک نوآر

تک نوآر نام کلوبی در فیلم ترمیناتور است.

تک نوآر (به انگلیسی: Tech noir)، (همچنین با نام‌های سایبر نوآر و نوآر علمی تخیلی نیز شناخته می‌شود) یک ژانر ترکیبی، به‌ویژه در فیلم ترکیبی از فیلم نوآر و علمی تخیلی است که توسط ریدلی اسکات با فیلم بلید رانر (۱۹۸۲) و جیمز کامرون با فیلم ترمیناتور (۱۹۸۴) نمایانده شده است. تک نوآر «فناوری را به‌عنوان یک نیروی مخرب و دیستوپیایی که تمام جنبه‌های واقعیت ما را تهدید می‌کند» معرفی می‌کند.

## ریشه‌ها
کامرون این اصطلاح را در ترمیناتور ابداع کرد و از آن در نام یک کلوپ شبانه استفاده کرد.